# Chrysotypus
Chrysotypus is een geslacht van vlinders van de familie venstervlekjes (Thyrididae).

## Soorten
- C. animula (Viette, 1957)
- C. caryophyllae Frappa, 1954
- C. circumfuscus Whalley, 1971
- C. cupreus Kenrick, 1914
- C. dawsoni Distant, 1897
- C. dives Butler, 1879
- C. enigmaticus Whalley, 1977
- C. lakato Viette, 1958
- C. locuples (Butler, 1879)
- C. luteofuscus Whalley, 1971
- C. maculatus Viette, 1960
- C. medjensis (Holland, 1920)
- C. perineti Viette, 1957
- C. phoebus Viette, 1960
- C. quadratus Whalley, 1971
- C. reticulatus Whalley, 1971
- C. splendida (Warren, 1899)
- C. subflavus Whalley, 1971
- C. tessellata (Warren, 1908)
- C. vittiferalis (Gaede, 1917)